# Гончарний круг (фільм)
«Гончарний круг» («Гончарный круг») — радянський телефільм 1973 року, знятий режисером Вадимом Дербеньовим на Творчому об'єднанні «Екран».

## Сюжет
Про знімальну групу, яка приїхала на три дні до одного з сіл Ярославської області на зйомки документального фільму про старого майстра-гончара Михайла Лукича Болотникова.

## У ролях
- Андрій Файт — Михайло Лукич Болотников, майстер, сільський гончар-самородок
- Сергій Тихонов — Макар
- Едуард Марцевич — Денис, режисер-оператор
- Сергій Туманов — Ванятка
- Олександра Денісова — Матрена Іванівна
- Олексій Кузнецов — Василь
- Наталія Швець — Аннушка
- Геннадій Полунін — Митька Савелов
- Йосип Кутянський — голова колгоспу
- Георгій Светлані — дід Олександр
- Лев Дубов — Кіндратій
- В'ячеслав Жолобов — Валентин
- Олег Корчиков —Віктор
- Михайло Дадико — Філімон
- Єлизавета Нековаль — епізод
- В. Нікольська — епізод
- Валентин Нікулін — отаман
- Олександр Орлов — Михайло Болотников у молодості (озвучив А. Файт)
- І. Порошин — епізод
- Микола Сморчков — Генаха Воронін
- Галина Соболєва — епізод
- Рем Юстинов — епізод

## Знімальна група
- Режисер — Вадим Дербеньов
- Сценарист — Володимир Іонов
- Оператор — Георгій Криницький
- Композитор — Володимир Чернишов
- Художник — Віктор Лук'янов